# W9
W9 es un canal de televisión musical privado francés, propiedad del canal M6. W9 puede verse a través de la Télévision Numérique Terrestre en la Francia Metropolitana además de Cable, Satélite e IPTV.

## Historia
El canal nació en marzo de 1998 como un canal puramente musical, llamado M6 Music, y que se ofrecía a través del operador digital TPS. El 31 de marzo de 2005, con ocasión de su lanzamiento en la televisión digital terrestre en abierto, M6 Music cambió su nombre a W9 (M6 al revés) y lanzó M6 Music Hits en sustitución de W9 en el operador digital TPS.
Desde su puesta en marcha como W9 en 2005 el canal pasó a ofrecer una programación generalista, después de un acuerdo con el Consejo Superior Audiovisual (CSA). Este acuerdo finalizó el 6 de marzo de 2008 después de una reclamación por parte de AB Groupe, NRJ Group y TF1. Desde entonces el canal es generalista con carácter de emisora musical, es decir, la mayoría de sus programas se centran en música, desde videoclips a conciertos, pero también ofrece series, cine, deporte y reality shows. El canal ofrece también sus eventos en directo bajo el nombre W9 Live, tales como la emisión de los Premios Grammy, los American Music Awards o emisiones deportivas. Por otra parte, W9 emite también series de ficción, generalmente estadounidenses y que ya pasaron por M6.
En 2007 W9 logró ser la cadena exclusiva de TDT francesa con más audiencia, dentro de los canales gratuitos y superando a Gulli, TMC Monte Carlo y NT1. En 2008, el consejo de Estado francés obligó a reducir a W9 y a la cadena Virgin 17 sus emisiones de programas no relacionados con su temática estipulada en la concesión (canal musical) y sus horas de publicidad, en favor de videos y programas musicales.
Desde el 18 de mayo de 2011, W9 emite en Alta Definición, y a partir del 5 de abril de 2016 se encuentra disponible el canal W9 HD en la TDT.

## Identidad visual

### Eslóganes
- 31/03/2005 - 31/082011 : « Musique, action, détente »
- 01/09/2011 - 2017 : « La vie en violet »
- 2017 - : « La chaîne TNT préférée des français »

### Denominaciones del canal
- M6 Music (1998-2005)
- W9 (desde el 31 de marzo de 2005)

## Programación
W9 es un canal musical que dedica la mayor parte de su programación a entrevistas, conciertos y videoclips de artistas franceses y extranjeros.
Sin embargo, también dedica parte de su programación a la emisión de series norteamericanas y cine. Además, el canal emite competiciones deportivas como ATP World Tour Finals, eliminatorias de la UEFA Europa League y otros partidos de fútbol, además de haber emitido un reality show sobre el Girondins de Burdeos.

### Programas Musicales
- @ vos clips
- Le Hit W9
- Hommage
- Prix Talent Tout Neuf
- Talent Tout Neuf
- Plus vite que la musique
- Talents W9
- Tendances
- Tout le monde Chante
- Wake Up
- W9 Hits
- W9 Hits Gold
- W9 Hits 100% Français
- W9 d'or

### Reality shows
- Cauchemar en cuisine (versión de Kitchen Nightmares)
- Hotel hell (versión de Hotel Hell)
- Le convoi de l'extrême (versión de Ice Road Truckers)
- Ax men (versión de Ax Men)
- Swamp people: chasseurs de croco
- Les marseillais à Miami
- Les chtis à ibiza
- Les chtis font du ski
- Les chtis débarquent à Mykonos
- Les chtis à Las Vegas
- La meileure danse
- Popstars

### Series
- Buffy Cazavampiros
- Criminal Minds: Suspect Behavior
- Entourage
- Embrujadas
- Empire
- Friends
- Haibane Renmei
- Highlander
- Jericho
- Kyle XY
- Los Simpson
- Marvel : Les Agents du SHIELD
- Medium
- Modern Family
- Nip/Tuck
- Numb3rs
- The Last Ship
- The Unit
- Un paso adelante
- Prison Break
- SMS
- Vikings[4]
- White Collar

## Audiencias
W9 fue la octava cadena de televisión de Francia en 2016, con una cuota de mercado del 2,5 %.
W9 tuvo su mejor dato de audiencia desde su creación el 15 de julio de 2011, con un 4,9%.
|      | Enero | Febrero | Marzo | Abril | Mayo  | Junio | Julio | Agosto | Septiembre | Octubre | Noviembre | Diciembre | Media Anual |
| 2005 |       |         |       |       |       |       |       |        |            |         |           |           |             |
| 2006 |       |         |       |       |       |       |       |        |            |         |           |           |             |
| 2007 |       |         |       |       | 0,8 % | 1,0 % | 0,9 % | 0,9 %  | 1,1 %      | 1,1 %   | 1,2 %     | 1,3 %     | 1,0 %       |
| 2008 | 1,4 % | 1,6 %   | 1,6 % | 1,7 % | 1,8 % | 1,9 % | 1,5 % | 1,5 %  | 2,0 %      | 2,1 %   | 2,3 %     | 2,2 %     | 1,8 %       |
| 2009 | 2,3 % | 2,2 %   | 2,3 % | 2,4 % | 2,4 % | 2,4 % | 2,2 % | 2,6 %  | 2,5 %      | 2,8 %   | 2,8 %     | 2,9 %     | 2,5 %       |
| 2010 | 2,7 % | 2,7 %   | 2,8 % | 3,0 % | 3,0 % | 3,0 % | 3,0 % | 3,0 %  | 3,1 %      | 3,0 %   | 3,1 %     | 3,2 %     | 3,0 %       |
| 2011 | 3,4 % | 3,3 %   | 3,1 % | 3,2 % | 3,1 % | 3,1 % | 3,2 % | 3,8 %  | 3,4 %      | 3,5 %   | 3,6 %     | 3,2 %     | 3,4 %       |
| 2012 | 2,9 % | 3,2 %   | 3,0 % | 3,2 % | 3,1 % | 3,3 % | 3,3 % | 4,0 %  | 3,5 %      | 3,6 %   | 3,3 %     | 3,1 %     | 3,2 %       |
| 2013 | 3,4 % | 3,3 %   | 2,8 % | 2,9 % | 2,9 % | 3,0 % | 3,2 % | 3,1 %  | 2,8 %      | 2,8 %   | 2,6 %     | 2,7 %     | 3,0 %       |
| 2014 | 2,6 % | 2,7 %   | 2,8 % | 2,8 % | 2,7 % | 2,6 % | 2,5 % | 2,9 %  | 2,4 %      | 2,5 %   | 2,4 %     | 2,5 %     | 2,6 %       |
| 2015 | 2,5 % | 2,6 %   | 2,5 % | 2,6 % | 2,6 % | 2,8 % | 2,8 % | 2,9 %  | 2,7 %      | 2,6 %   | 2,4 %     | 2,4 %     | 2,7 %       |
| 2016 | 2,6 % | 2,4 %   | 2,2 % | 2,5 % | 2,4 % | 2,4 % | 2,5 % | 2,5 %  | 2,6 %      | 2,6 %   | 2,5 %     | 2,6 %     | 2,5 %       |
| 2017 | 2,6 % | 2,6 %   | 2,6 % | 2,8 % | 2,7 % | 2,8 % | 2,5 % | 2,6 %  | 2,6 %      | 2,6 %   | 2,7 %     | 2,5 %     | 2,6 %       |
| 2018 | 2,6 % | 2,5 %   | 2,6 % | 2,8 % | 2,8 % | 2,7 % | 2,4 % |        |            |         |           |           | 2,6 %       |

Fuente : Médiamétrie
Leyenda :
Fondo verde : mejor resultado histórico.
Fondo rojo : peor resultado histórico.
El mejor dato de audiencia del canal se produjo con la emisión del partido RB Salzburgo vs Olympique de Marsella en la UEFA Europa League el 3 de mayo de 2018, con 4.675.000 espectadores y un 22,8 % de cuota de mercado.